# 21st Century Fox
Twenty-First Century Fox, Inc., eller blot benævnt 21st Century Fox (21CF), var et amerikansk multinationalt massemedieselskab, der var baseret i Midtown Manhattan, New York City. Det var et af de to selskaber, der blev dannet i forbindelse med en spin-off fra 2013 af aktiverne fra News Corporation, som blev grundlagt af Rupert Murdoch i 1980. Det andet selskab, som blev dannet i forbindelsen med dette spin-off var News Corp.
21st Century Fox var den juridiske efterfølger til News Corporation, der primært var beskæftiget inden for film- og tv-branchen. Det var USAs fjerde største mediekonglomerat, indtil det i 2019 blev erhvervet af The Walt Disney Company. Det andet selskab, det nuværende News Corp, har Murdochs trykte interesser og andre medieaktiver i Australien (begge ejes af ham og hans familie via bl.a. en familiefond). Både Rupert Murdoch selv og hans familiemedlemmer, særligt sønnerne Lachlan Murdoch og James Murdoch, havde ledende poster i selskabet som bl.a. bestyrelsesformænd og administrerende direktør.
21st Century Fox's aktiver omfattede bl.a. Fox Entertainment Group, som bl.a. ejede filmstudiet 20th Century Fox (selskabets delvis navnebror). Endvidere omfattede selskabets aktiver også Fox Broadcasting Company (et tv-netværk) og en majoritetsandel i National Geographic Partners, som var National Geographic Society's kommercielle mediearm. Selskabet havde også betydelige udenlandske operationer, herunder den fremtrædende indiske tv-kanaloperatør Star India. Virksomheden rangerede som nr. 109 på 2018 Fortune 500-listen over de største amerikanske virksomheder opgjort efter samlede omsætning.
Den 27. juli 2018 indvilligede aktionærer i 21st Century Fox i at sælge størstedelen af dets aktiver til Disney for 71,3 milliarder dollars. Salget dækkede størstedelen af 21CFs underholdningsaktiver, herunder 20th Century Fox, FX Networks og National Geographic Partners. Efter en budkrig med Fox blev Sky plc (en britisk mediekoncern, som Fox havde en ejerandel i) erhvervet separat af Comcast, mens Fox Sports Networks' regionale sportsnetværk blev solgt til Sinclair Broadcast Group for på denne måde at imødekomme en antitrust-afgørelser. De resterende aktiver, der primært bestod af Fox og MyNetworkTV netværk, Fox Broadcasting Company, Fox Television Stations og Fox News Channel blev spundet ud i et nyt selskab, Fox Corporation, der begyndte handel på den amerikanske børs den 19. marts 2019. Disneys erhvervelse af 21CF blev lukket den 20. marts, hvorefter de resterende aktiver fra 21CF var fordelt mellem Disneys forskellige divisioner (datterselskaber).